# Первинний ключ
Первинний ключ — атрибут або набір атрибутів, який однозначно ідентифікує кортеж даного відношення. Первинний ключ обов'язково унікальний.
У реляційних базах даних первинний ключ обирають серед одного з потенційних ключів або ж генерують сурогатний ключ.

## Первинний ключ у мові SQL
У мові SQL первинний ключ описують обмеженням PRIMARY KEY, яке задається в операторах DDL (Create, Alter). Наприклад,
```
CREATE
 
TABLE
 
fools
(
id
 
integer
 
primary
 
key
 
auto_increment
,
 
name
 
char
(
20
),
 
folly
 
char
(
40
));

```

Під час створення первинного ключа рушій бази даних зазвичай перевіряє метадані та дані відповідних стовпчиків (англ. columns) щодо їх відповідності таким правилам:
Стовпчики не повинні допускати значень NULLСтовпчики первинного ключа неявно набувають обмеження NOT NULL. Розріджений стовпчик[уточнити] можна використовувати як частину первинного ключа, оскільки вони мають дозволяти значення NULL.
Якщо первинний ключ додається до вже наявної таблиці, то набір значень у визначених стовпчиках має бути унікальним (не містити повторів)Якщо повтори трапляються, то рушій бази даних не створює обмеження та повертає помилку.

### Приклади застосування первинного ключа
Приклад створення таблиці мовою SQL з обмеженням первинного ключа:
```
CREATE
 
TABLE
 
"Student"
 
(

"id_student"
 
int
(
120
)
 
NOT
 
NULL
 
auto_increment
,

"first_name"
 
varchar
(
120
)
 
NOT
 
NULL
,

"last_name"
 
varchar
(
120
)
 
NOT
 
NULL
,

"birth_date"
 
date
,

"address"
 
varchar
(
255
),

PRIMARY
 
KEY
 
(
"id_student"
));

```

Інший приклад:
```
CREATE
 
TABLE
 
"Car"
 
(

"Id_Car"
 
int
 
NOT
 
NULL
,

"CarName"
 
varchar
(
120
)
 
NOT
 
NULL
,

"Price"
 
float
 
NOT
 
NULL
,

"BodyType"
 
varchar
(
120
),

PRIMARY
 
KEY
 
(
"Id_Car"
));

```

Для створення обмеження первинного ключа в колонці «Id_Car», коли таблиця «Car» вже існує, використовують наступний сценарій мовою SQL з використанням оператора ALTER TABLE:
```
ALTER
 
TABLE
 
"Car"

ADD
 
PRIMARY
 
KEY
 
(
"Id_Car"
)

```

Щоб розподілити обмеження первинного ключа на декілька колонок, доцільно використовувати такий синтаксис SQL:
```
ALTER
 
TABLE
 
"Car"

ADD
 
CONSTRAINT
 
"PrimaryKey_Car"
 
PRIMARY
 
KEY
 
(
"Id_Car"
,
 
"CarName"
)

```

Для видалення обмеження первинного ключа використовують наступний SQL:
```
ALTER
 
TABLE
 
"Car"

DROP
 
PRIMARY
 
KEY

```